# Championnats d'Europe de VTT 2010
Navigation
Édition précédente Édition suivante
Les championnats d'Europe de VTT 2010 pour le VTT cross-country ont lieu du 6 au 9 juillet à Haïfa en Israël. Ils sont organisés par l'Union européenne de cyclisme. Bien qu'elle soit une des plus fortes nations du monde en VTT, la France décide de ne pas envoyer d'équipe par crainte de problèmes de sécurité.
Les épreuves de cross-country marathon ont lieu le 27 juin à Montebelluna en Italie.

## Résultats

### Cross-country
| Épreuve                | Vainqueur                                                    | Deuxième                                                                         | Troisième                                                         |
| ---------------------- | ------------------------------------------------------------ | -------------------------------------------------------------------------------- | ----------------------------------------------------------------- |
| Hommes                 | Jaroslav Kulhavý                                             | Lukas Flückiger                                                                  | Marco Aurelio Fontana                                             |
| Hommes                 | 2 h 07 min 40 s                                              | + 40 s                                                                           | + 1 min 37 s                                                      |
| Femmes                 | Katrin Leumann                                               | Maja Włoszczowska                                                                | Eva Lechner                                                       |
| Femmes                 | 1 h 47 min 26 s                                              | m.t.                                                                             | + 23 s                                                            |
| Hommes moins de 23 ans | Mathias Flückiger                                            | Niels Wubben                                                                     | Patrik Gallati                                                    |
| Hommes moins de 23 ans | 1 h 52 min 01 s                                              | + 2 min 28 s                                                                     | + 3 min 19 s                                                      |
| Femmes moins de 23 ans | Alexandra Engen                                              | Kathrin Stirnemann                                                               | Tanja Žakelj                                                      |
| Femmes moins de 23 ans | 1 h 27 min 45 s                                              | + 34 s                                                                           | + 2 min 01 s                                                      |
| Hommes juniors         | Roger Walder                                                 | Maximilian Vieider                                                               | Michiel van der Heijden                                           |
| Hommes juniors         | 1 h 37 min 42 s                                              | + 37 s                                                                           | + 52 s                                                            |
| Femmes juniors         | Linda Indergand                                              | Helen Grobert                                                                    | Johanna Techt                                                     |
| Femmes juniors         | 1 h 06 min 00 s                                              | + 3 min 03 s                                                                     | + 3 min 26 s                                                      |
| Relais mixte           | Suisse Thomas Litscher Ralph Näf Roger Walder Katrin Leumann | Italie Marco Aurelio Fontana Maximilian Vieider Eva Lechner Gerhard Kerschbaumer | Tchéquie Ondřej Cink Tomáš Paprstka Tereza Huríková Jan Škarnitzl |
| Relais mixte           | 1 h 12 min 23 s                                              | + 56 s                                                                           | + 1 min 36 s                                                      |

### Cross-country marathon
| Épreuve | Vainqueur       | Deuxième        | Troisième      |
| ------- | --------------- | --------------- | -------------- |
| Hommes  | Ralph Näf       | Mirko Celestino | Andreas Kugler |
| Hommes  | 4 h 59 min 05 s | + 2 min 40 s    | + 3 min 21 s   |
| Femmes  | Esther Süss     | Gunn-Rita Dahle | Pia Sundstedt  |
| Femmes  | 4 h 53 min 17 s | + 1 min 07 s    | + 2 min 07 s   |